# Федоров Іван Сергійович
Іван Сергійович Федоров (нар. 29 серпня 1988, Мелітополь, Запорізька область, УРСР) — український політик, громадський діяч, голова Запорізької обласної військової адміністрації з 2 лютого 2024 року.

## Життєпис
Народився у сім'ї лікарів. Батько — Федоров Сергій Іванович (1959 р. н), лікар-оториноларинголог, мати — Федорова Наталія Олександрівна (1961 р. н), лікар-акушер-гінеколог, брат — Федоров Олександр Сергійович (1983 р. н), лікар-оториноларинголог, депутат Запорізької міської ради.

## Освіта
2010—2011 — Таврійський державний агротехнологічний університет, Мелітополь, магістр з економіки підприємства.
2007—2012 — Київський політехнічний інститут, бакалавр з менеджменту.
2012—2015 — Дніпропетровський регіональний інститут державного управління, Державне управління та місцеве самоврядування. Магістр державного управління.

## Трудова діяльність
Січень 2010 — травень 2013 — директор ПП «Центр комп'ютерної томографії».
Травень 2014 — серпень 2019 — заступник Мелітопольського міського голови з питань діяльності виконавчих органів ради.
Серпень 2019 — жовтень 2019 — директор Департаменту транспортної інфраструктури Київської міської державної адміністрації.
Листопад 2019 — листопад 2020 — перший заступник голови Запорізької обласної державної адміністрації.
З грудня 2020 — Мелітопольська міська рада, Мелітопольський міський голова.
За результатами виборів міського голови Мелітополя та відповідно до оприлюднених 3 листопада 2020 року даних ЦВК перемогу здобув кандидат від партії «Команда Сергія Мінька» Іван Федоров. За нього проголосували 59,6 % виборців (21 023 голосів).
У лютому 2022 році, під час повномасштабного російського вторгнення в Україну, місто Мелітополь було окуповано з перших днів. Під час російсько-української війни після окупації Мелітополя у березні 2022 року російськими військами відмовився співпрацювати з окупантами. 11 березня його було викрадено російськими військовими. Наступного дня дві тисячи жителів міста вийшли на протест з вимогою звільнити Федорова. Після шести днів полону Федорова було обміняно на дев'ятьох полонених російських солдатів-строковиків.
2 лютого 2024 року указом Президента України призначений головою Запорізької ОВА.
15 травня 2024 року виповнилося 100 днів, як Іван Федоров отримав посаду голови Запорізької ОВА. За час його головування в Запоріжжі призупинена діяльність Запорізької обласної ради, змінено в. о. Запорізького міського голови та анонсовані майбутні реформи.

## Громадська діяльність
2010—2015 — депутат Мелітопольської міської ради 6-го скликання від Партії Регіонів .
З 2015 — депутат Запорізької обласної ради, член постійної депутатської комісії з питань бюджету.
З серпня 2019 — радник Мелітопольського міського голови з питань містобудування та архітектури.

## Нагороди
2017 — Подяка Прем'єр-міністра України за вагомий особистий внесок у забезпечення розвитку місцевого самоврядування, багаторічну сумлінну працю та високий професіоналізм.
2017 — Орден «За заслуги перед Запорізький краєм» III ступеня за сумлінну працю, високий професіоналізм, активну участь у громадському житті міста Мелітополя Запорізької області та з нагоди Дня місцевого самоврядування.
2020 — Орден «За заслуги перед Запорізьким краєм» II ступеня.
- Орден «За мужність» III ступеня (6 березня 2022) — за вагомий особистий внесок у захист державного суверенітету та територіальної цілісності України, мужність і самовіддані дії, виявлені під час організації оборони населених пунктів від російських загарбників[15]